# Abdulaziz al-Omari
Pour les articles homonymes, voir Omari.
Abdulaziz al-Omari (en arabe : عبد العزيز العمري), né le 28 mai 1979 dans la province de l'Asir en Arabie saoudite et mort le 11 septembre 2001 à Manhattan aux États-Unis, est un membre d'Al-Qaïda et l'un des terroristes pirates de l'air du vol 11 American Airlines, qui a été détourné pour s'écraser dans la première tour du World Trade Center dans le cadre des attentats du 11 septembre 2001.

## Attentats du 11 septembre 2001
Le 11 septembre, il embarque à bord du vol 11 American Airlines et s'assied en siège 8G. Un quart d'heure après le décollage, il participe au détournement de l'avion en maîtrisant les pilotes John Ogonowski et Thomas McGuiness. Mohammed Atta prend les commandes de l'avion qui s'écrase contre la tour Nord du World Trade Center à 8 h 46. 